# Carlotta Amalia di Danimarca
Carlotta Amalia di Danimarca (Copenaghen, 6 ottobre 1706 – Copenaghen, 28 ottobre 1782) è stata una principessa danese.

## Biografia
Era figlia di Federico IV di Danimarca e della prima moglie Luisa di Meclemburgo-Güstrow.
Non si sposò mai e condusse un'attiva vita di corte. Ebbe buoni rapporti con Anna Sofia Reventlow, cercando di placare le ostilità della sua famiglia contro la seconda moglie di suo padre.
Nel 1771 le fu ordinato di lasciare la corte e passò il resto della sua vita con la regina Giuliana Maria di Brunswick-Lüneburg.
Ebbe residenza estiva presso il palazzo di Charlottenlund, chiamato così in suo onore.
Creò una fondazione per prendersi cura delle ragazze povere.

## Albero genealogico
|                                       |                                            |                                      | Genitori                                   |  |  | Nonni |  |  | Bisnonni                  |  |  | Trisnonni                 |  |
|                                       |                                            |                                      |                                            |  |  |       |  |  | Federico III di Danimarca |  |  | Cristiano IV di Danimarca |  |
|                                       |                                            |                                      |                                            |  |  |       |  |  | Federico III di Danimarca |  |  | Cristiano IV di Danimarca |  |
|                                       |                                            | Anna Caterina del Brandeburgo        |                                            |  |  |       |  |  | Federico III di Danimarca |  |  |                           |  |
| Cristiano V di Danimarca              |                                            |                                      |                                            |  |  |       |  |  | Federico III di Danimarca |  |  |                           |  |
|                                       |                                            | Sofia Amelia di Brunswick e Lüneburg | Giorgio di Brunswick-Lüneburg              |  |  |       |  |  |                           |  |  |                           |  |
|                                       |                                            | Sofia Amelia di Brunswick e Lüneburg | Giorgio di Brunswick-Lüneburg              |  |  |       |  |  |                           |  |  |                           |  |
|                                       |                                            | Sofia Amelia di Brunswick e Lüneburg | Anna Eleonora di Assia-Darmstadt           |  |  |       |  |  |                           |  |  |                           |  |
| Federico IV di Danimarca              |                                            | Sofia Amelia di Brunswick e Lüneburg |                                            |  |  |       |  |  |                           |  |  |                           |  |
|                                       |                                            | Guglielmo VI d'Assia-Kassel          | Guglielmo V d'Assia-Kassel                 |  |  |       |  |  |                           |  |  |                           |  |
|                                       |                                            | Guglielmo VI d'Assia-Kassel          | Guglielmo V d'Assia-Kassel                 |  |  |       |  |  |                           |  |  |                           |  |
|                                       |                                            | Guglielmo VI d'Assia-Kassel          | Amalia Elisabetta di Hanau-Münzenberg      |  |  |       |  |  |                           |  |  |                           |  |
| Carlotta Amalia d'Assia-Kassel        |                                            | Guglielmo VI d'Assia-Kassel          |                                            |  |  |       |  |  |                           |  |  |                           |  |
|                                       |                                            | Edvige Sofia di Brandeburgo          | Giorgio Guglielmo di Brandeburgo           |  |  |       |  |  |                           |  |  |                           |  |
|                                       |                                            | Edvige Sofia di Brandeburgo          | Giorgio Guglielmo di Brandeburgo           |  |  |       |  |  |                           |  |  |                           |  |
|                                       |                                            | Edvige Sofia di Brandeburgo          | Elisabetta Carlotta di Wittelsbach-Simmern |  |  |       |  |  |                           |  |  |                           |  |
| Carlotta Amalia di Danimarca          |                                            | Edvige Sofia di Brandeburgo          |                                            |  |  |       |  |  |                           |  |  |                           |  |
|                                       | Giovanni Alberto II di Meclemburgo-Güstrow | Giovanni VII di Meclemburgo-Schwerin |                                            |  |  |       |  |  |                           |  |  |                           |  |
|                                       | Giovanni Alberto II di Meclemburgo-Güstrow | Giovanni VII di Meclemburgo-Schwerin |                                            |  |  |       |  |  |                           |  |  |                           |  |
|                                       | Giovanni Alberto II di Meclemburgo-Güstrow | Sofia di Holstein-Gottorp            |                                            |  |  |       |  |  |                           |  |  |                           |  |
| Gustavo Adolfo di Meclemburgo-Güstrow | Giovanni Alberto II di Meclemburgo-Güstrow |                                      |                                            |  |  |       |  |  |                           |  |  |                           |  |
|                                       |                                            | Eleonora Maria di Anhalt-Bernburg    | Cristiano I di Anhalt-Bernburg             |  |  |       |  |  |                           |  |  |                           |  |
|                                       |                                            | Eleonora Maria di Anhalt-Bernburg    | Cristiano I di Anhalt-Bernburg             |  |  |       |  |  |                           |  |  |                           |  |
|                                       |                                            | Eleonora Maria di Anhalt-Bernburg    | Anna di Bentheim-Tecklenburg               |  |  |       |  |  |                           |  |  |                           |  |
| Luisa di Meclemburgo-Güstrow          |                                            | Eleonora Maria di Anhalt-Bernburg    |                                            |  |  |       |  |  |                           |  |  |                           |  |
|                                       |                                            | Federico III di Holstein-Gottorp     | Giovanni Adolfo di Holstein-Gottorp        |  |  |       |  |  |                           |  |  |                           |  |
|                                       |                                            | Federico III di Holstein-Gottorp     | Giovanni Adolfo di Holstein-Gottorp        |  |  |       |  |  |                           |  |  |                           |  |
|                                       |                                            | Federico III di Holstein-Gottorp     | Augusta di Danimarca                       |  |  |       |  |  |                           |  |  |                           |  |
| Maddalena Sibilla di Holstein-Gottorp |                                            | Federico III di Holstein-Gottorp     |                                            |  |  |       |  |  |                           |  |  |                           |  |
|                                       |                                            | Maria Elisabetta di Sassonia         | Giovanni Giorgio I di Sassonia             |  |  |       |  |  |                           |  |  |                           |  |
|                                       |                                            | Maria Elisabetta di Sassonia         | Giovanni Giorgio I di Sassonia             |  |  |       |  |  |                           |  |  |                           |  |
|                                       |                                            | Maria Elisabetta di Sassonia         | Maddalena Sibilla di Hohenzollern          |  |  |       |  |  |                           |  |  |                           |  |
|                                       |                                            | Maria Elisabetta di Sassonia         |                                            |  |  |       |  |  |                           |  |  |                           |  |